# Azzedine Dúkhá
Azzedine Dúkhá (arabul: عز الدين دوخة) (Chettia, 1986. augusztus 5.) algériai labdarúgó, jelenleg az algériai élvolnabeli JS Kabylie kapusa.

## Pályafutása
Ifjúsági szinten az ASO Chlef csapatában nevelkedett, majd 2004-ben itt lett profi játékos. 2006-os távozása után megfordult a JSM Tiaret, a MO Béjaïa és a MC Alger csapataiban. 2010-ben az USM El Harrach csapatában szerepelt, ahol első számú hálóőrje volt a csapatának. 2014-ben távozott a JS Kabylie együtteséhez.

## Válogatott
2010. december 28-án debütált az algériai A válogatottban a Csádi labdarúgó-válogatott elleni barátságos mérkőzésen, amit 3-1-s gólarányban nyert meg a válogatottal. 2011. május 14-én a hívták először be a felnőtt válogatottba, a 2012-es afrikai nemzetek kupája selejtező mérkőzésekre. November 12-én debütált a Tunéziai labdarúgó-válogatott elleni barátságos mérkőzésen. Tagja volt a válogatottnak, amely részt vett a 2013-as afrikai nemzetek kupáján, de pályára nem lépett. Ötszörös válogatottként bekerült a 2015-ös afrikai nemzetek kupájára utazó keretnek.

## Statisztika

### Válogatott
(2015. január 5. szerint)
| Válogatott | Szezon   | Mérkőzés | Gól |
| ---------- | -------- | -------- | --- |
| Algéria    | 2011–12  | 1        | 0   |
| Algéria    | 2012–13  | 2        | 0   |
| Algéria    | 2013–14  | 1        | 0   |
| Algéria    | 2014–15  | 1        | 0   |
| Összesen   | Összesen | 5        | 0   |